# Tambor huichol
El tambor huichol también llamado tambor mayor, es un instrumento membráfono de percusión que mide de 60 a 80 centímetros de altura, la circunferencia del tronco es de 80 centímetros aproximadamente. Está hecho la parte del tronco de encino, roble o algún otro árbol de la región wixàrika.
Es ahuecado con un artefacto de hierro y cortado de forma dispareja en su parte inferior de manera que se formen tres soportes anchos con el mismo tronco, (éstas le dan estabilidad y aumentan la resonancia). La parte superior está cubierta con piel de venado estirada que ha sido primero secada al sol y curtida, es colocada húmeda, sujeta por fuera del tronco mediante cordeles, también de tripa de venado que pasan alternando por arriba y por debajo de las clavijas de madera clavadas en los agujeros en la parte superior del tronco a unos dos centímetros por debajo del borde. 
En los costados hay dos pequeños agujeros que sirven para dejar salir el humo del fuego que es pasado por debajo del tambor durante las ceremonias para mantener estirada la piel. Tiene además dibujos de carácter lineal y grabados en la madera.

## Forma de utilizar y ejecutar
Los huicholes utilizan este instrumento membranófono como un instrumento sonoro que se toca de una manera monótona con la intención de aumentar el estado de concentración durante sus rituales religiosos.
El músico toca el tambor sentado, siempre lo hace con las manos, sin la utilización de objetos tales como palillos u otros objetos serpentoides. El maarakame o chamán ritual se sienta frente al tambor y toca con la palma de las manos, siguiendo cierto ritmo para producir un sonido monótono y grave que retumba en el silencio de la sierra. El tambor produce dos sonidos distintos al unísono (en acorde), si se percute en el centro produce un intervalo de quinta del sonido que se obtiene si se golpea la piel en las orillas, es decir que produce dos de los niveles más importantes de las escalas de la música europea, la tónica y su dominante. Se utiliza como contrabajo y para dar el tono, puede dar hasta cuatro tonos. Para amplificar su resonancia se para una antorcha de ocote entre las tres patas del tambor, para mantener la tensión de la piel del venado.

## La fiesta del tambor
En una de las celebraciones que los huicholes realizan como parte de sus ritos mágicos sagrados, representan uno de los rituales más importantes en la vida y costumbres huicholes y no escatiman tiempo, dinero o esfuerzos en los preparativos que duran varios días con el fin de agradecer a sus dioses el regalo que les dio la madre tierra tamatzi, tiene lugar al término del periodo de lluvias de finales de octubre. Precede y a la vez autoriza la cosecha del maíz, también se agradece a las deidades las lluvias, la buena cosecha, se les pide que no envíen enfermedades y les ayuden a resolver sus problemas, además se trata de integrar a los nuevos miembros de la sociedad, es decir los niños cuya edad no supera los cinco años.
Apenas entrada la noche, convocados por el monótono sonido del (tambor sagrado), los huicholes se congregan desde el viernes en el centro ceremonial de una colonia llamada Zitacua, ubicado en la explanada de uno de los cerros que bordean la ciudad de Tepic, para efectuar su ritual nocturno anual, encabezados por su maracáme (sacerdote indígena). al início de la ceremonia, los ayudantes del maracáme se turnan para tocar el tambor que acompaña los rezos y cantos, mientras que los niños agitan sonajas, suena el tambor y un coro encabezado por el sacerdote entona cantos que hablan de la bondad de sus dioses, de los lugares sagrados, del respeto y veneración que se les debe guardar, también piden a todos sus dioses que no les falten alimentos y que niños y adultos no se enfermen. 
La danza nocturna se realiza con el acompañamiento del tambor en patrones binarios, y se realiza con movimientos tipo "levógiro" ó "levo-rotatorio" y "rotatorio", es decir, girando el cuerpo en el sentido de las manecillas del reloj y en sentido contrario, pero además avanzando por cierto paso brincado, también en círculo, alrededor del fuego, con algunos parados súbitos y un pequeño retroceso, para después continuar hacia adelante y en círculo.